# Rushden (Hertfordshire)
Rushden est une paroisse civile et un village du Hertfordshire, en Angleterre.